# Anioł w tlenie
Anioł w tlenie – wydany w 1994 roku album grupy 1984.

## Lista utworów
Źródło:.
1. „Miejscowe znieczulenie” – 3:00
2. „Adelajda Formalina” – 2:47
3. „Jadowitym paznokciem” – 3:51
4. „Soft Medicine” – 2:51
5. „Drogowskazy” – 4:41
6. „Kocia wiara” – 1:35
7. „Sztuczne oddychanie” – 2:41
8. „Nie rozum, nie człowiek” – 4:11
9. „Pierwszy dzień zmartwychwstania” – 1:49
10. „Brak tlenu” – 4:05
11. „Ferma hodowlana” – 3:50
12. „60 razy na godzinę” – 4:00

## Twórcy
- Tekst i muzyka: Piotr Liszcz
- Produkcja: Piotr Liszcz
- Realizator nagrań: Andrzej Szczypek
- Marek Kisiel – bas
- Dariusz Marszałek – perkusja
- Piotr Liszcz – gitary, voc.

- Utwory 1–10 zarejestrowano w Klubie Studenckim „O to chodzi”, kwiecień 1989. Materiał nagrano 100% live
- Utwory 11, 12 nagrano w RSC Studio